# Đội trẻ Manchester United F.C. mùa bóng 2016–17
Đội U23 Manchester United là đội trẻ cấp độ cao nhất của câu lạc bộ bóng đá Manchester United F.C., Đội bóng chơi ở giải Professional Development League dành cho cầu thủ trẻ lứa tuổi dưới U23. Tại giải đấu, mỗi đội cho phép đăng ký ba cầu thủ và một thủ môn trên 23 tuổi trong mỗi trận đấu. Đội U23 thi đấu trên sân nhà Leigh Sports Village vào lúc 19h trừ khi có sự thay đổi và phải thi đấu ít nhất 3 trận ở giải Barclays U21 Premier League tại sân vận động chính. Đội U23 Manchester United cũng tham gia vào giải Lancashire Senior Cup ở vòng bán kết.
Đội U18 Manchester United là đội trẻ cấp độ thứ hai của câu lạc bộ bóng đá Manchester United F.C., Đội bóng chơi ở nhóm 2 thuộc hệ thống giải Professional Development League dành cho lứa tuổi dưới U18. Trong tổng số 24 câu lạc bộ thi đấu ở giải Barclays U18 Premier League, chia thành hai nhóm khu vực, phía bắc và phía nam. Đội U18 Manchester United nằm ở khu vực phía Bắc. Tại giải đấu này, không được sử dụng câu thủ ngoài 18 tuổi trừ thủ môn được phép sử dụng đến 19 tuổi. Đội U18 Manchester United cũng tham gia vào giải FA Youth Cup.

## Đội U23 United

### Giao hữu trước và trong mùa giải 2016-2017
| Thời gian                | Đối thủ      | H/A                  | Tỷ số Bt-Bb | Cầu thủ ghi bàn                                 | Số lượng khán giả |
| ------------------------ | ------------ | -------------------- | ----------- | ----------------------------------------------- | ----------------- |
| Ngày 19 tháng 7 năm 2016 | Blackpool    | Aon Training Complex | Huỷ bỏ      |                                                 |                   |
| Ngày 22 tháng 7 năm 2016 | Altrincham   | J. Davidson Stadium  | 2 – 1       | Kehinde 33, Gribbin 75                          |                   |
| Ngày 26 tháng 7 năm 2016 | Salford City | Moor Lane            | 5 – 1       | Wilson 3, Harrop 64 77, Kehinde 80, Mitchell 83 |                   |
| Ngày 30 tháng 7 năm 2016 | Port Vale    | Vale Park            | 2 – 4       | El Fitouri 32, Mitchell 84pen                   | 2.444             |
| Ngày 5 tháng 11 năm 2016 | Brentford    | Griffin Park         | 2 – 3       | Riley 64', Sean Goss 71'                        |                   |

### Premier League 2 mùa 2016-2017
Tính đến Cập nhật đến ngày 17 tháng 5 năm 2017
| Thời gian                 | Vòng đấu | Đối thủ               | H/A                                     | Tỷ số Bt-Bb | Cầu thủ ghi bàn                                | Số lượng khán giả |
| ------------------------- | -------- | --------------------- | --------------------------------------- | ----------- | ---------------------------------------------- | ----------------- |
| Ngày 16 tháng 8 năm 2016  | Vòng 1   | Leicester City U23    | Leigh Sports Village                    | 1 – 0       | Mitchell 87'                                   |                   |
| Ngày 22 tháng 8 năm 2016  | Vòng 2   | Southampton U23       | St Mary's                               | 0 – 2       |                                                |                   |
| Ngày 28 tháng 8 năm 2016  | Vòng 3   | Chelsea U23           | Leigh Sports Village                    | 1 – 1       | Scott 45'                                      |                   |
| Ngày 10 tháng 9 năm 2016  | Vòng 4   | Manchester City U23   | Sân Etihad                              | 1 – 1       | Willock 25'                                    |                   |
| Ngày 20 tháng 9 năm 2016  | Vòng 5   | Derby U23             | Leigh Sports Village                    | 3 – 2       | McTominay 17'85', Harrop 67' (pen)             |                   |
| Ngày 27 tháng 9 năm 2016  | Vòng 6   | Everton U23           | Merseyrail Community Stadium, Southport | 0 – 2       |                                                |                   |
| Ngày 19 tháng 10 năm 2016 | Vòng 7   | Liverpool U23         | Leigh Sports Village, Manchester        | 1 – 1       | Harrop 50' pen                                 |                   |
| Ngày 25 tháng 10 năm 2016 | Vòng 8   | Arsenal U23           | Leigh Sports Village, Manchester        | 1 – 0       | Williams 7'                                    |                   |
| Ngày 28 tháng 10 năm 2016 | Vòng 9   | Tottenham Hotspur U23 | Hotspur Way, Enfield                    | 1 – 1       | Riley 20'                                      |                   |
| Ngày 22 tháng 11 năm 2016 | Vòng 10  | Sunderland U23        | Leigh Sports Village, Manchester        | 0 – 2       |                                                |                   |
| Ngày 28 tháng 11 năm 2016 | Vòng 11  | Reading U23           | Adams Part, Wycombe                     | 2 – 2       | Harrop 28' pen, 29'                            |                   |
| Ngày 10 tháng 12 năm 2016 | Vòng 12  | Chelsea U23           | EBB Stadium, Aldershot                  | 1 – 3       | Axel Tuanzebe 20'                              | 2,612             |
| Ngày 10 tháng 1 năm 2017  | Vòng 13  | Man City U23          | Leigh Sports Village, Manchester        | 1 – 3       | Sean Goss 57'                                  |                   |
| Ngày 17 tháng 1 năm 2017  | Vòng 14  | Liverpool U23         | Anfield, Liverpool                      | 1 – 0       | Willock 93'                                    |                   |
| Ngày 31 tháng 1 năm 2017  | Vòng 15  | Everton U23           | Leigh Sports Village, Manchester        | 1 – 3       | Mitchell 57' pen                               |                   |
| Ngày 7 tháng 2 năm 2017   | Vòng 16  | Derby County U23      | St George's Park                        | 3 – 5       | Gribbin 6', Redmond 77', Kehinde 88'           |                   |
| Ngày 19 tháng 2 năm 2017  | Vòng 17  | Reading U23           | Leigh Sports Village, Manchester        | 0 – 2       |                                                |                   |
| Ngày 7 tháng 3 năm 2017   | Vòng 18  | Sunderland U23        | Eppleton Colliery, Sunderland           | 3 – 1       | Mitchell 28' (pen), McTominay 33', Redmond 71' |                   |
| Ngày 14 tháng 3 năm 2017  | Vòng 19  | Southampton U23       | Old Trafford, Manchester                | 3 – 3       | Redmond 62', Mitchell 70',75' All pen          |                   |
| Ngày 11 tháng 4 năm 2017  | Vòng 20  | Leicester City U23    | King Power Stadium                      | 0 – 0       |                                                |                   |
| Ngày 9 tháng 5 năm 2017   | Vòng 21  | Arsenal U23           | Emirates Stadium, London                | 2 – 2       | Harrop 72', Johnson og 83'                     |                   |
| Ngày 16 tháng 5 năm 2017  | Vòng 22  | Tottenham Hotspur U23 | Old Trafford, Manchester                | 3 – 2       | Harrop 37',79',87'                             |                   |

| XH | Đội                   | Tr | T | H | T | BT | BB | HS  | Đ  | Lên hay xuống hạng |
| -- | --------------------- | -- | - | - | - | -- | -- | --- | -- | ------------------ |
| 5  | U23 Chelsea           | 22 | 7 | 9 | 6 | 40 | 32 | +8  | 30 |                    |
| 6  | U23 Manchester United | 22 | 6 | 8 | 8 | 29 | 38 | −9  | 26 |                    |
| 7  | U23 Sunderland        | 22 | 6 | 7 | 9 | 27 | 37 | −10 | 25 |                    |

### Cúp bóng đá quốc tế Ngoại hạng Anh
Tính đến ngày 23 tháng 2 năm 2017
| Đội               | Tr | T | H | B | BT | BB | HS | Đ |
| ----------------- | -- | - | - | - | -- | -- | -- | - |
| Manchester United | 4  | 2 | 2 | 0 | 5  | 2  | +3 | 8 |
| Middlesbrough     | 3  | 2 | 1 | 0 | 4  | 2  | +2 | 7 |
| Villarreal        | 3  | 1 | 0 | 2 | 2  | 3  | −1 | 3 |
| Sparta Prague     | 3  | 0 | 0 | 3 | 1  | 5  | −4 | 0 |

| Thời gian                 | Vòng đấu      | Đối thủ           | H/A                              | Tỷ số Bt-Bb | Cầu thủ ghi bàn                 | Số lượng khán giả |
| ------------------------- | ------------- | ----------------- | -------------------------------- | ----------- | ------------------------------- | ----------------- |
| Ngày 13 tháng 9 năm 2016  | Vòng bảng (B) | Villarreal CF B   | Leigh Sports Village, Manchester | 1 – 0       | Harrop 34'                      |                   |
| Ngày 15 tháng 12 năm 2016 | Vòng bảng (B) | AC Sparta Praha   | Leigh Sports Village, Manchester | 2 – 0       | Harrop 21', Redmond 55'         |                   |
| Ngày 22 tháng 12 năm 2017 | Vòng bảng (B) | Trẻ Middlesbrough | Leigh Sports Village, Manchester | 2 – 2       | Mitchell 59', Sean Goss 72' pen |                   |
| Ngày 22 tháng 2 năm 2017  | Vòng tứ kết   | Porto B           | Leigh Sports Village, Manchester | 0 – 2       |                                 |                   |

## Đội U18 United

### Giao hữu trước và trong mùa giải 2016-2017
Bước vào mùa giải, U19 United tham dự giải Cúp Otten giải đấu được tổ chức tại Học viện bóng đá PSV Eindhoven, Hà Lan.
| Thời gian          | Vòng đấu       | Đối thủ                  | H/A                  | Tỷ số Bt-Bb | Cầu thủ ghi bàn               | Số lượng khán giả |
| ------------------ | -------------- | ------------------------ | -------------------- | ----------- | ----------------------------- | ----------------- |
| 5 tháng 8 năm 2016 | Vòng bảng      | PSV Eindhoven            | Học viện bóng đá PSV | 0-1         | Dunne 20' (ph.l.n)            |                   |
| 6 tháng 8 năm 2016 | Vòng bảng      | Borussia Monchengladbach | Học viện bóng đá PSV | 1-0         | Gribbin 9' (ph.đ.)            |                   |
| 6 tháng 8 năm 2016 | Vòng bảng      | Chivas Guadalajara       | Học viện bóng đá PSV | 1-1         | Barlow 52'                    |                   |
| 7 tháng 8 năm 2016 | Vòng bán kết   | Barcelona                | Học viện bóng đá PSV | 2-1         | Zac Dearnley 15', Gribbin 27' |                   |
| 7 tháng 8 năm 2016 | Trận chung kết | Anderlecht               | Học viện bóng đá PSV | 0-0 (7-8)   |                               |                   |

Ngày 22 tháng 10 năm 2016, đội U17 United lên đường thi đấu giao hữu với đội U17 MSK Zilina tại Slovakia.
| Thời gian            | Vòng đấu | Đối thủ    | H/A            | Tỷ số Bt-Bb | Cầu thủ ghi bàn                                                | Số lượng khán giả |
| -------------------- | -------- | ---------- | -------------- | ----------- | -------------------------------------------------------------- | ----------------- |
| 26 tháng 10 năm 2016 | Giao hữu | MSK Zilina | Sân MSK Zilina | 4-1         | Harry Spratt, D’Mani Bughail-Mellor, Tahith Chong, Ethan Laird |                   |

| Thời gian           | Vòng đấu | Đối thủ    | H/A            | Tỷ số Bt-Bb | Cầu thủ ghi bàn | Số lượng khán giả |
| ------------------- | -------- | ---------- | -------------- | ----------- | --------------- | ----------------- |
| 31 tháng 1 năm 2017 | Giao hữu | Altrincham | Sân J Davidson | 1-2         | Gomes 47'       |                   |

### Barclays U18 Premier League 2016-2017
Tính đến ngày 14 tháng 5 năm 2017
Giải đấu Barclays U18 Premier League 2016-2017 chia thành 2 hạng thi đấu trong đó đội U18 United thi đấu ở Hạng 1. Ở hạng 1, cũng chia các đội bóng thành 2 khu vực phân theo địa lý do vậy U18 United thi đấu ở khu vực phía Bắc. Mỗi khu vực có 12 đội, phải thi đấu vòng tròn hai lượt đi và về để chọn ra mỗi khu vực có 4 đội đứng đầu gọi là nhóm 1. Nhóm 1 ở mỗi khu vực sẽ kết hợp lại thành 8 đội thi đấu vòng tròn một lượt để chọn ra nhà vô địch. 

#### Vòng xếp hạng nhóm (vòng loại)
| Thời gian            | Vòng đấu | Đối thủ              | H/A                                  | Tỷ số Bt-Bb | Cầu thủ ghi bàn                                                    | Số lượng khán giả |
| -------------------- | -------- | -------------------- | ------------------------------------ | ----------- | ------------------------------------------------------------------ | ----------------- |
| 13 tháng 8 năm 2016  | Vòng 1   | U18 Derby County     | Derby County Football Academy, Derby | 0 – 4       |                                                                    |                   |
| 20 tháng 8 năm 2016  | Vòng 2   | U18 Liverpool        | J. Davidson Stadium                  | 1 – 2       | Boonen 56'                                                         |                   |
| 27 tháng 8 năm 2016  | Vòng 3   | U18 Everton          | Finch Farm                           | 5 – 1       | Burkart 45', Gomes 45+1', 47'pen, 65' Buffonge 72'                 |                   |
| 3 tháng 9 năm 2016   | Vòng 4   | U18 Middlesbrough    | Aon Training Complex                 | 5 – 1       | Boonen 36', Kanu 52', 58', Gomes 68', Buffonge 90'                 |                   |
| 10 tháng 9 năm 2016  | Vòng 5   | U18 West Brom        | Aon Training Complex                 | 5 – 3       | Boonen 11', Gomes 23', Tanner 26', Chong 78', Barlow 89'(pen)      |                   |
| 17 tháng 9 năm 2016  | Vòng 6   | U18 Man City         | Manchester City Academy Stadium      | 0 – 2       |                                                                    |                   |
| 24 tháng 9 năm 2016  | Vòng 7   | U18 Stoke City       | Aon Training Complex                 | 2 – 0       | Makela 26', Burkart 42'                                            |                   |
| 1 tháng 10 năm 2016  | Vòng 8   | U18 Middlesbrough    | Rockcliffe Park                      | 2 – 1       | Buffonge 43', Diedrick-Roberts 50'                                 |                   |
| 8 tháng 10 năm 2016  | Vòng 9   | U18 Sunderland       | Aon Training Complex                 | 1 – 1       | Buffonge 43', Diedrick-Roberts 50'                                 |                   |
| 15 tháng 10 năm 2016 | Vòng 10  | U18 Wolves           | Sir Jack Hayward Training Ground     | 5 – 2       | Boonen 3', 19', Buffonge 24', Burkart 29', Chong 32'               |                   |
| 5 tháng 11 năm 2016  | Vòng 11  | U18 Blackburn Rovers | Aon Training Complex                 | 4 – 1       | O’Connor 19', Warren 33', Gomes 38', Barlow 64'; Hamilton o.g 83'. |                   |
| 12 tháng 11 năm 2016 | Vòng 12  | U18 Newcastle United | Newcastle United Academy             | 4 – 0       | Gomes 34', Gribbin 36', Joshua Bohui 70', Indy Boonen 90'          |                   |
| 19 tháng 11 năm 2016 | Vòng 13  | U18 Liverpool        | Liverpool Academy                    | 3 – 3       | Gribbin 13', 38', 88' pen                                          |                   |
| 25 tháng 11 năm 2016 | Vòng 14  | U18 Derby            | The Cliff Training Ground            | 4 – 0       | Gomes 9' (pen), Chong 29', Bohui 36', Buffonge 53'                 |                   |
| 3 tháng 12 năm 2016  | Vòng 15  | U18 Manchester City  | Aon Training Complex                 | 2 – 2       | Gribbin 45', Buffonge 81'                                          |                   |
| 17 tháng 12 năm 2016 | Vòng 16  | U18 West Brom        | WBA Development Centre               | 3 – 2       | Gomes 10' (pen), Hamilton 31', 58'                                 |                   |
| 21 tháng 1 năm 2017  | Vòng 17  | U18 Everton          | Aon Training Complex                 | 1 – 1       | Gomes 20'                                                          |                   |
| 28 tháng 1 năm 2017  | Vòng 18  | U18 Sunderland       | Academy of Light                     | 5 – 2       | Bohui 19', Barlow 35', Burkart 48', Hamilton 50', Dearnley 67'     |                   |
| 4 tháng 2 năm 2017   | Vòng 19  | U18 Wolverhampton    | Aon Training Complex                 | 3 – 0       | Gomes 65', Bohui 86', Dearnley 90+4'                               |                   |
| 10 tháng 2 năm 2017  | Vòng 20  | U18 Newcastle        | J. Davidson Stadium                  | 4 – 0       | Dearnley 6', Barlow 59', 67' pen., 80'                             |                   |
| 18 tháng 2 năm 2017  | Vòng 21  | U18 Blackburn        | Brockhall                            | 2 – 3       | Hamilton 53', Barlow 68'                                           |                   |
| 3 tháng 3 năm 2017   | Vòng 22  | U18 Stoke City       | Clayton Wood                         | 2 – 0       | Bohui 46', Buffonge 81'                                            |                   |

| Vị trí | Câu lạc bộ            | Số trận | Thắng | Hòa | Thua | Bàn thắng | Bàn thua | Hiệu số | Số điểm | Xếp nhóm |
| ------ | --------------------- | ------- | ----- | --- | ---- | --------- | -------- | ------- | ------- | -------- |
| 1      | U18 Manchester City   | 22      | 17    | 4   | 1    | 70        | 22       | +48     | 55      | Nhóm 1   |
| 2      | U18 Manchester United | 22      | 14    | 4   | 4    | 63        | 31       | +32     | 46      | Nhóm 1   |
| 3      | U18 Liverpool         | 22      | 14    | 4   | 4    | 50        | 33       | +17     | 46      | Nhóm 1   |

#### Vòng chung kết nhóm 1
| Thời gian           | Vòng đấu | Đối thủ              | H/A                       | Tỷ số Bt-Bb | Cầu thủ ghi bàn                                                  | Số lượng khán giả |
| ------------------- | -------- | -------------------- | ------------------------- | ----------- | ---------------------------------------------------------------- | ----------------- |
| 10 tháng 3 năm 2017 | Vòng 1   | U18 Liverpool        | J Davidson Stadium        | 2 – 2       |                                                                  |                   |
| 18 tháng 3 năm 2017 | Vòng 2   | U18 Man City         | Etihad Campus             | 2 – 2       | Gomes 25', Coveney o.g. 57' (M.C)                                |                   |
| 1 tháng 4 năm 2017  | Vòng 3   | U18 Chelsea          | Cobham Training Ground    | 3 – 4       | Hamilton 9', Bohui 52', Burkart 81'                              |                   |
| 22 tháng 4 năm 2017 | Vòng 4   | U18 West Ham         | The Cliff training ground | 2 – 1       | Barlow 8', Dearnley 40'                                          |                   |
| 29 tháng 4 năm 2017 | Vòng 5   | U18 Reading          | Hogwood Park              | 5 – 2       | Gribbin 26', Barlow (pen) 56', 89', Hamilton 72', Dearnley 90+3' |                   |
| 3 tháng 5 năm 2017  | Vòng 6   | U18 Arsenal          | J. Davidson Stadium       | 0 – 3       |                                                                  |                   |
| 12 tháng 5 năm 2017 | Vòng 7   | U18 Blackburn Rovers | J. Davidson Stadium       | 2 – 4       | Hamilton 33', 73'                                                |                   |

| Vị trí | Câu lạc bộ            | Số trận | Thắng | Hòa | Thua | Bàn thắng | Bàn thua | Hiệu số | Số điểm |
| ------ | --------------------- | ------- | ----- | --- | ---- | --------- | -------- | ------- | ------- |
| 3      | U18 Manchester City   | 7       | 4     | 2   | 1    | 16        | 11       | +5      | 14      |
| 4      | U18 Manchester United | 7       | 2     | 2   | 3    | 16        | 18       | −2      | 8       |
| 5      | U18 Reading           | 7       | 2     | 1   | 4    | 10        | 17       | −7      | 7       |

### FA Youth Cup 2016/17
| Thời gian            | Vòng đấu | Đối thủ        | H/A          | Tỷ số Bt-Bb | Cầu thủ ghi bàn  | Số lượng khán giả |
| -------------------- | -------- | -------------- | ------------ | ----------- | ---------------- | ----------------- |
| 12 tháng 12 năm 2016 | Vòng 3   | Southampton FC | Old Trafford | 1-2         | Tahith Chong 64' | 1,943             |

### Cúp Dallas 2017
| VT | Đội               | ST | T | H | B | BT | BB | HS | Đ | Giành quyền tham dự       |
| -- | ----------------- | -- | - | - | - | -- | -- | -- | - | ------------------------- |
| 1  | Coritiba          | 3  | 1 | 2 | 0 | 6  | 5  | +1 | 5 | Advance to knockout stage |
| 2  | Guadalajara       | 3  | 1 | 1 | 1 | 7  | 5  | +2 | 4 |                           |
| 3  | Manchester United | 3  | 1 | 1 | 1 | 5  | 6  | −1 | 4 |                           |
| 4  | Real Salt Lake    | 3  | 0 | 2 | 1 | 2  | 4  | −2 | 2 |                           |

| Manchester United | 1–4      | Guadalajara |
| ----------------- | -------- | ----------- |
|                   | Chi tiết |             |

| Real Salt Lake | 1–3      | Manchester United                |
| -------------- | -------- | -------------------------------- |
| Virgen         | Chi tiết | - Bohui 27' - Olosunde - Gribbin |

| Manchester United | 1–1      | Coritiba  |
| ----------------- | -------- | --------- |
| Olosunde 33'      | Chi tiết | Rocha 17' |

## U15 United

### U-15 Marveld Tournament
Đây là giải đấu được tổ chức hàng năm tại Hà Lan. Danh sách các cầu thủ U15 United và huấn luyện viên tham dự giải trong năm 2016.
0. Huấn luyện viên: Neil Ryan, 1. Harry Allen, 2. Teden Mambuene, 3. Hayden Smethurst, 4. Ben Hockenhull, 5. Ethan Laird, 6. Raeece Ellington,  
7. Christian Farrar, 8. James Garner, 9. Maxwell Haygarth, 10. Mason Greenwood, 11. Anthony Elanga, 12. Jayden Reid, 
13. Alfie Darke, 14. Kieron Ceesay, 15. kyle Wych, 16. Samuel Sharrock-Peplow
| Thời gian           | Giờ thi đấu | Đối thủ              | H/A             | Tỷ số Bt-Bb | Cầu thủ ghi bàn |
| ------------------- | ----------- | -------------------- | --------------- | ----------- | --------------- |
| 27 tháng 5 năm 2016 | 18:30       | S.V. Grol            | Marveld, Hà Lan | 0-1         |                 |
| 27 tháng 5 năm 2016 | 20:30       | Right to Dream Ghana | Marveld, Hà Lan | 0-2         |                 |
| 28 tháng 5 năm 2016 | 11:30       | KRC Genk             | Marveld, Hà Lan | 0-2         |                 |
| 28 tháng 5 năm 2016 | 14:30       | PSV                  | Marveld, Hà Lan | 0-4         |                 |
| 28 tháng 5 năm 2016 | 16:30       | SL Benfica           | Marveld, Hà Lan | 1-1         |                 |
| 29 tháng 5 năm 2016 | 9:30        | Feyenoord            | Marveld, Hà Lan | 1-1         |                 |
| 29 tháng 5 năm 2016 | 13:15       | S.V. Grol            | Marveld, Hà Lan | 4-0         |                 |

| Xếp hạng | Câu lạc bộ     |
| -------- | -------------- |
| 10       | U15 Chelsea FC |
| 11       | U15 United     |
| 12       | U15 S.V. Grol  |

## Giải khác

### Cúp Sparkasse & VGH
Các cầu thủ trẻ thuộc Học viện Manchester United sẽ thi đấu lần đầu tiên trong năm mới ở Cúp Sparkasse & VGH ở nước Đức. Giải đấu này dành cho cầu thủ dưới 19 tuổi và được tổ chức từ ngày 5 đến ngày 8 tháng 1 năm 2017. Danh sách cầu thủ tham dự của U19 United: Ilias Moutha-Sebtaoui; Jake Barrett, Max Dunne, Lee O'Connor, George Tanner; Aidan Barlow, Indy Boonen, Tahith Chong, Angel Gomes, Ethan Hamilton, Callum Whelan; Joshua Bohui, Nishan Burkart.
| Thời gian          | Vòng đấu       | Đối thủ        | H/A             | Tỷ số Bt-Bb | Cầu thủ ghi bàn                                        |
| ------------------ | -------------- | -------------- | --------------- | ----------- | ------------------------------------------------------ |
| 5 tháng 1 năm 2017 | Vòng 1         | JSG Hainberg   | Sparkasse & VGH | 6-0         |                                                        |
| 5 tháng 1 năm 2017 | Vòng 2         | JSG Nieste     | Sparkasse & VGH | 3-0         |                                                        |
| 5 tháng 1 năm 2017 | Vòng 3         | Mainz          | Sparkasse & VGH | 1-2         |                                                        |
| 6 tháng 1 năm 2017 | Vòng 4         | JSG Weper      | Sparkasse & VGH | 8-1         |                                                        |
| 6 tháng 1 năm 2017 | Vòng 5         | Gottingen      | Sparkasse & VGH | 4-2         |                                                        |
| 6 tháng 1 năm 2017 | Vòng 6         | Hamburg        | Sparkasse & VGH | 4-2         |                                                        |
| 7 tháng 1 năm 2017 | Vòng 7         | Schalke        | Sparkasse & VGH | 2-2         |                                                        |
| 7 tháng 1 năm 2017 | Vòng 8         | Austria Vienna | Sparkasse & VGH | 4-2         |                                                        |
| 7 tháng 1 năm 2017 | Vòng 9         | PSV Eindhoven  | Sparkasse & VGH | 4-1         | Aidan Barlow, Angel Gomes, Indy Boonen, Nishan Burkart |
| 8 tháng 1 năm 2017 | Vòng bán kết   | Wolfsburg      | Sparkasse & VGH | 3-1         | Josh Bohui, George Tanner, Tahith Chong                |
| 8 tháng 1 năm 2017 | Trận chung kết | Hannover       | Sparkasse & VGH | 2-2 (12-11) | Bohui, Burkart                                         |

### Giải đấu Terborg
Đội U19 Manchester United tham dự Giải đấu Terborg được tổ chức ở Hà Lan vào ngày 25 tháng 5 năm 2017. U19 United nằm cùng bảng với Brazilian side Flamengo, De Graafschap và Ajax Cape Town. Danh sách thi đấu của U19 United: Alex Fojticek, Theo Richardson; Max Dunne, Jake Kenyon, Lee O'Connor, Matthew Olosunde, George Tanner, Tyrell Warren; Aidan Barlow, Indy Boonen, DJ Buffonge, Angel Gomes, Callum Gribbin, Ethan Hamilton, Callum Whelan; Joshua Bohui, Nishan Burkart, Zak Dearnley.
| Thời gian           | Vòng đấu      | Đối thủ          | H/A         | Tỷ số Bt-Bb | Cầu thủ ghi bàn             |
| ------------------- | ------------- | ---------------- | ----------- | ----------- | --------------------------- |
| 25 tháng 5 năm 2017 | Vòng bảng     | Ajax Cape Town   | Sân Terborg | 0-2         |                             |
| 26 tháng 5 năm 2017 | Vòng bảng     | Flamengo         | Sân Terborg | 2-0         | Indy Boonen, Callum Gribbin |
| 27 tháng 5 năm 2017 | Vòng bảng     | De Graafschap    | Sân Terborg | 0-0         |                             |
| 28 tháng 5 năm 2017 | Vòng bán kết  | Atletico Mineiro | Sân Terborg | 0-0 (4-5)   |                             |
| 30 tháng 5 năm 2017 | Tranh hạng ba | Club Brugge      | Sân Terborg | 1-2         | Aidan Barlow                |